# Callyspongia fistularis
Callyspongia fistularis är en svampdjursart som först beskrevs av Topsent 1892.  Callyspongia fistularis ingår i släktet Callyspongia och familjen Callyspongiidae.
Artens utbredningsområde är Egypten. Inga underarter finns listade i Catalogue of Life.